# 再会タイムマシン/Rainy〜会えない週末
「再会タイムマシン／Rainy〜会えない週末」（さいかいタイムマシン/レイニー あえないしゅうまつ）は、2015年7月29日にavex ioから発売された野口五郎の63枚目のシングル。

## 概要
デビュー45周年を記念しリリースされた通算63枚目となる両A面シングル。
「再会タイムマシン」は作曲を、ブレイクの切っ掛けとなった「青いリンゴ」他、野口に数々のヒット曲を提供してきた筒美京平。作詞は秋元康、編曲は佐橋佳幸。
「Rainy〜会えない週末」は作詞・作曲をつんく♂が担当。2012年発売のシングル「僕をまだ愛せるなら」のカップリング曲「君に逢いたいよ」以来の提供となる。
野口は「筒美京平さんはアナログ時代のヒットメーカー。つんく♂さんはデジタル音楽で活躍されている。アナログとデジタルの時代をつなぐ歌手になりたいと思って、おふたりに依頼しました。」と楽曲をオファー。オファーを受けたつんく♂は、以前からストックしてあった曲に新たに歌詞を作成。メールやLINEで、どんな内容にするかを野口とやりとりしながらの制作だった。

## 販売形態
初回生産限定盤と2種の通常盤の、計3形態にて発売。初回生産限定盤（IOCD-20363）には、「再会タイムマシン」のミュージック・ビデオ、コメント、メイキング映像、2015年5月1日 - 5日にコットンクラブで行われたライブ映像などが見られるテイクアウトライブ対応のQRコードが封入されている。通常盤は、CD+DVD盤（IOCD-20364B）とCD盤（IOCD-20365）の2仕様で、DVDには「再会タイムマシン」のミュージック・ビデオと、2015年2月1日に渋谷Bunkamuraオーチャードホールで行われた45周年記念コンサートの歌唱映像の一部が収録されている。

## 収録曲

### 初回生産限定盤
テイクアウトライブ対応QRコード付
| #         | タイトル                              | 作詞      | 作曲      | 編曲      | 時間  |
| --------- | ------------------------------------- | --------- | --------- | --------- | ----- |
| 1.        | 「再会タイムマシン」                  | 秋元康    | 筒美京平  | 佐橋佳幸  | 4:11  |
| 2.        | 「Rainy〜会えない週末」               | つんく    | つんく    | 鈴木俊介  | 3:43  |
| 3.        | 「再会タイムマシン(Instrumental)」    |           |           |           | 4:11  |
| 4.        | 「Rainy〜会えない週末(Instrumental)」 |           |           |           | 3:40  |
| 合計時間: | 合計時間:                             | 合計時間: | 合計時間: | 合計時間: | 15:46 |

| #  | タイトル                                         | 作詞   | 作曲・編曲 |
| -- | ------------------------------------------------ | ------ | ---------- |
| 1. | 「再会タイムマシン (MusicVideo)」                | 秋元康 | 筒美京平   |
| 2. | 「コメント、MVメイキング映像」                   |        |            |
| 3. | 「5月1日 - 5日、コットンクラブでのライブ映像。」 |        |            |

### 通常盤
| #         | タイトル                              | 作詞      | 作曲      | 編曲      | 時間  |
| --------- | ------------------------------------- | --------- | --------- | --------- | ----- |
| 1.        | 「再会タイムマシン」                  | 秋元康    | 筒美京平  | 佐橋佳幸  | 4:11  |
| 2.        | 「Rainy〜会えない週末」               | つんく    | つんく    | 鈴木俊介  | 3:43  |
| 3.        | 「再会タイムマシン(Instrumental)」    |           |           |           | 4:11  |
| 4.        | 「Rainy〜会えない週末(Instrumental)」 |           |           |           | 3:40  |
| 合計時間: | 合計時間:                             | 合計時間: | 合計時間: | 合計時間: | 15:46 |

| #  | タイトル | 作詞   | 作曲・編曲 |
| -- | --- | ------ | ---------- |
| 1. | 「再会タイムマシン (MusicVideo)」                                                                                | 秋元康 | 筒美京平   |
| 2. | 「甘い生活 (2015年2月1日、渋谷Bunkamuraオーチャードホール 45周年記念 野口五郎コンサートより)」(特典映像)         |        |            |
| 3. | 「私鉄沿線 (2015年2月1日、渋谷Bunkamuraオーチャードホール 45周年記念 野口五郎コンサートより)」(特典映像)         |        |            |
| 4. | 「哀しみの終るとき (2015年2月1日、渋谷Bunkamuraオーチャードホール 45周年記念 野口五郎コンサートより)」(特典映像) |        |            |